# Boyuk Oyun
Le Boyuk Oyun est un derby Azéri opposant les équipes du FK Khazar Lankaran et du Neftçi Bakou.Une très forte rivalité existe entre ces deux clubs.

## Histoire

### Rivalité culturelle
Les clubs ont beaucoup de soutien à Bakou et dans tout le pays.Leur relation a toujours été connue pour sa grande animosité. C'est aussi une rivalité géographique Bakou se trouvant au nord, Lankaran au sud.

### Rivalité footballistique
Le premier match entre ces deux équipes s'est déroulée le 8 décembre 2004 en Championnat Azéri, le match s'est terminé sur le score de 1-1.

## Têtes à têtes
| Competition                          | Joué | Neftchi Baku | Égalité | Khazar Lankaran |
| ------------------------------------ | ---- | ------------ | ------- | --------------- |
| Azerbaijan Premier League            | 27   | 9            | 11      | 7               |
| Coupe d'Azerbaïdjan de football      | 3    | 1            | 1       | 1               |
| Supercoupe d'Azerbaïdjan de football | 1    | 0            | 0       | 1               |
| Totals                               | 31   | 10           | 12      | 9               |

Note: Le championnat Azéri comporte le match de play-off pour le titre en 2004-2005 qui c'était terminé par la victoire du Neftchi 2-1.
2004–2011 les statistiques obtenus à partir de soccerway Soccerway.com. Les autres ont été obtenus dans Fanat.az

## Dans les deux clubs

### Joueurs
Les transferts entre ces deux équipes furent très rare seul 3 joueurs et 1 dirigeant ont travaillé pour les deux équipes.
- Mahmud Qurbanov (Neftchi 1996 - 1997/ 2004 - 2005, Khazar Lankaran 2005 - 2007)
- Rashad Abdullayev (Khazar Lankaran 2004 - 2009, Neftchi 2009 - )
- Branimir Subašić (Neftchi 2005 - 2008, Khazar Lankaran 2011 - )

### Dirigeants
- Agaselim Mirjavadov (Neftchi 1987 - 1988/2004-2006, Khazar Lankaran 2006-2010)